# Лопуховка (Вольский район)
Лопуховка — село в Вольском районе Саратовской области России. Входит в состав Черкасского муниципального образования. Основана в 1836 году.

## География
Село находится в северо-восточной части Саратовского Правобережья, в пределах Приволжской возвышенности, на левом берегу реки Калмантай, на расстоянии примерно 43 километров (по прямой) к северо-западу от города Вольска. Абсолютная высота — 100 метров над уровнем моря.
Климат
Климат характеризуется как умеренно континентальный с холодной малоснежной зимой и жарким сухим летом. Среднегодовая температура воздуха — 5,1 °C. Абсолютный минимум температуры воздуха самого холодного месяца (января) составляет −43 °C; абсолютный максимум самого тёплого месяца (июля) — 39 °C. Безморозный период длится в течение 147 дней в году. Среднегодовое количество атмосферных осадков — 417 мм, из которых 230 мм выпадает в период с апреля по октябрь. Снежный покров держится в среднем 143 дня в году.
Часовой пояс
Село Лопуховка, как и вся Саратовская область, находится в часовой зоне МСК+1. Смещение применяемого времени относительно UTC составляет +4:00.

## Население
| 2010 |
| ---- |
| 3    |

Половой состав
По данным Всероссийской переписи населения 2010 года в половой структуре населения мужчины составляли 33,3 %, женщины — соответственно 66,7 %.
Национальный состав
Согласно результатам переписи 2002 года, в национальной структуре населения русские составляли 94 % из 16 чел.

### Известные жители
- Бахметьев, Порфирий Иванович (1860—1913) — физик, геофизик, биолог-экспериментатор; академик Болгарской академии наук (1900).
- Дубровин, Василий Дмитриевич (1897—1941) — русский советский писатель и журналист; пропал без вести в Великой Отечественной войне.